# Ал’Ерта (Лука)
Ал’Ерта (итал. All'Erta) је насеље у Италији у округу Лука, региону Тоскана.
Према процени из 2011. у насељу је живело 44 становника. Насеље се налази на надморској висини од 96 м.